# Radoslav Suchý
Pour les articles homonymes, voir Suchy.
Radoslav Suchý (né le 7 avril 1976 à Kežmarok en Tchécoslovaquie, maintenant ville de Slovaquie) est un joueur professionnel slovaque de hockey sur glace évoluant au poste de défenseur.

## Biographie

### En club
Après avoir joué quatre saisons dans la Ligue de hockey junior majeur du Québec, il signe comme agent libre avec les Coyotes de Phoenix de la Ligue nationale de hockey. Il porte ensuite les couleurs du Thunder de Las Vegas dans la Ligue internationale de hockey puis celles des Falcons de Springfield, dans la Ligue américaine de hockey; tous deux clubs-écoles des Coyotes. En 1999-2000, il rejoint ces mêmes Coyotes et rest eavec l'équipe jusqu'à la fin de la saison 2003-2004. Lors du lock-out de la saison 2004-2005, il part jouer en Europe, dans l'Extraliga Slovaque pour le HK ŠKP Poprad. Il revient dans la LNH la saison suivante avec les Blue Jackets de Columbus. Depuis 2006, il joue pour le ZSC Lions dans la Ligue nationale A en Suisse.

### En équipe nationale
Il a représenté la Slovaquie aux championnats du monde de 2000, 2003 et 2005. Il a remporté la médaille d'argent en 2000 et la médaille de bronze en 2003. Il a également participé à la coupe du monde de hockey 2004 et aux Jeux olympiques de Turin en 2006.

## Trophées et honneurs personnels
- Ligue américaine de hockey
  - 1999 : participe au Match des étoiles.

## Statistiques

### En club
| Saison     | Équipe                   | Ligue               |     | Saison régulière | Saison régulière | Saison régulière | Saison régulière | Saison régulière |    | Séries éliminatoires | Séries éliminatoires | Séries éliminatoires | Séries éliminatoires | Séries éliminatoires |
| Saison     | Équipe                   | Ligue               | PJ  | B                | A                | Pts              | Pun              | PJ               | B  | A                    | Pts                  | Pun                  |                      |                      |
| 1994-1995  | Faucons de Sherbrooke    | LHJMQ               | 69  | 12               | 32               | 44               | 30               | 7                | 0  | 3                    | 3                    | 2                    |                      |                      |
| 1995-1996  | Faucons de Sherbrooke    | LHJMQ               | 68  | 15               | 53               | 68               | 68               | 7                | 0  | 3                    | 3                    | 2                    |                      |                      |
| 1996-1997  | Faucons de Sherbrooke    | LHJMQ               | 32  | 6                | 34               | 40               | 14               | --               | -- | --                   | --                   | --                   |                      |                      |
| 1996-1997  | Saguenéens de Chicoutimi | LHJMQ               | 28  | 5                | 24               | 29               | 24               | 19               | 6  | 15                   | 21                   | 12                   |                      |                      |
| 1997-1998  | Thunder de Las Vegas     | LIH                 | 26  | 1                | 4                | 5                | 10               | --               | -- | --                   | --                   | --                   |                      |                      |
| 1997-1998  | Falcons de Springfield   | LAH                 | 41  | 6                | 15               | 21               | 16               | 4                | 0  | 1                    | 1                    | 2                    |                      |                      |
| 1998-1999  | Falcons de Springfield   | LAH                 | 69  | 4                | 32               | 36               | 10               | 3                | 0  | 1                    | 1                    | 0                    |                      |                      |
| 1999-2000  | Falcons de Springfield   | LAH                 | 2   | 0                | 1                | 1                | 0                | --               | -- | --                   | --                   | --                   |                      |                      |
| 1999-2000  | Coyotes de Phoenix       | LNH                 | 60  | 0                | 6                | 6                | 16               | 5                | 0  | 1                    | 1                    | 0                    |                      |                      |
| 2000-2001  | Coyotes de Phoenix       | LNH                 | 72  | 0                | 10               | 10               | 22               | --               | -- | --                   | --                   | --                   |                      |                      |
| 2001-2002  | Coyotes de Phoenix       | LNH                 | 81  | 5                | 12               | 17               | 10               | 5                | 1  | 0                    | 1                    | 0                    |                      |                      |
| 2002-2003  | Coyotes de Phoenix       | LNH                 | 77  | 1                | 8                | 9                | 18               | --               | -- | --                   | --                   | --                   |                      |                      |
| 2003-2004  | Coyotes de Phoenix       | LNH                 | 82  | 7                | 14               | 21               | 8                | --               | -- | --                   | --                   | --                   |                      |                      |
| 2004-2005  | HK ŠKP Poprad            | Extraliga           | 34  | 5                | 10               | 15               | 24               |                  |    |                      |                      |                      |                      |                      |
| 2005-2006  | Blue Jackets de Columbus | LNH                 | 79  | 1                | 7                | 8                | 30               | --               | -- | --                   | --                   | --                   |                      |                      |
| 2006-2007  | ZSC Lions                | LNA                 | 44  | 4                | 10               | 14               | 38               | 7                | 0  | 0                    | 0                    | 12                   |                      |                      |
| 2007-2008  | ZSC Lions                | LNA                 | 50  | 5                | 20               | 25               | 52               | 17               | 0  | 2                    | 2                    | 26                   |                      |                      |
| 2008-2009  | ZSC Lions                | LNA                 | 48  | 6                | 25               | 31               | 69               | 4                | 1  | 1                    | 2                    | 6                    |                      |                      |
| 2008-2009  | ZSC Lions                | Ligue des Champions | 8   | 0                | 4                | 4                | 4                |                  |    |                      |                      |                      |                      |                      |
| 2009-2010  | ZSC Lions                | LNA                 | 44  | 2                | 23               | 25               | 28               | 7                | 0  | 5                    | 5                    | 8                    |                      |                      |
| 2010-2011  | HK ŠKP Poprad            | Extraliga           | 53  | 3                | 26               | 29               | 57               | 18               | 0  | 9                    | 9                    | 31                   |                      |                      |
| 2011-2012  | Avangard Omsk            | KHL                 | 5   | 0                | 2                | 2                | 2                | -                | -  | -                    | -                    | -                    |                      |                      |
| 2011-2012  | HK ŠKP Poprad            | Extraliga           | 44  | 5                | 22               | 27               | 43               | 6                | 0  | 4                    | 4                    | 8                    |                      |                      |
| 2012-2013  | HK ŠKP Poprad            | Extraliga           | 35  | 3                | 21               | 24               | 56               | 7                | 0  | 1                    | 1                    | 24                   |                      |                      |
| 2013-2014  | HK ŠKP Poprad            | Extraliga           | 37  | 2                | 12               | 14               | 26               | -                | -  | -                    | -                    | -                    |                      |                      |
| 2014-2015  | HK ŠKP Poprad            | Extraliga           | 54  | 3                | 20               | 23               | 18               | 12               | 1  | 4                    | 5                    | 8                    |                      |                      |
| 2015-2016  | HK ŠKP Poprad            | Extraliga           | 47  | 1                | 24               | 25               | 16               | 5                | 0  | 2                    | 2                    | 4                    |                      |                      |
| 2016-2017  | HK ŠKP Poprad            | Extraliga           | 47  | 8                | 12               | 20               | 14               | 4                | 0  | 1                    | 1                    | 0                    |                      |                      |
| 2017-2018  | MHk 32 Liptovský Mikuláš | Extraliga           | 44  | 1                | 15               | 16               | 12               | -                | -  | -                    | -                    | -                    |                      |                      |
| 2018-2019  | MHk 32 Liptovský Mikuláš | Extraliga           | 41  | 4                | 10               | 14               | 12               | -                | -  | -                    | -                    | -                    |                      |                      |
| Totaux LNH | Totaux LNH               | Totaux LNH          | 451 | 14               | 57               | 71               | 104              | 10               | 1  | 1                    | 2                    | 0                    |                      |                      |

### En équipe nationale
| Année | Compétition             |   | PJ | B | A | Pts | Pun | +/-                                |  | Résultats |
| 2000  | Championnat du monde    | 8 | 0  | 5 | 5 | +3  | 0   | Médaille d'argent                  |  |           |
| 2003  | Championnat du monde    | 9 | 0  | 3 | 3 | 4   | +6  | Médaille de bronze                 |  |           |
| 2004  | Coupe du monde          | 3 | 0  | 0 | 0 | 0   | -4  | 4e de la division Amérique du Nord |  |           |
| 2005  | Championnat du monde    | 7 | 0  | 0 | 0 | 0   | +1  | 1/4 de finale                      |  |           |
| 2006  | Jeux olympiques d'hiver | 6 | 1  | 1 | 2 | 0   | 0   | 1/4 de finale                      |  |           |